# Patricia Blair
Patricia Blair, właśc. Patsy Lou Blake (ur. 15 stycznia 1933 w Fort Worth, zm. 9 września 2013 w North Wildwood) – amerykańska aktorka filmowa i telewizyjna.

## Wybrana Filmografia
filmy
- 1955: Jump into Hell
- 1956: Crime Against Joe
- 1956: The Black Sleep
- 1959: Miasto strachu
- 1979: Elektryczny jeździec

seriale
- 1958–1963: The Rifleman
- 1964–1970: Daniel Boone